# Pieskowa Skała
A Pieskowa Skała (jelentése: Kis kutya sziklája) egy mészkőszirt a Prądnik-folyó völgyében, Lengyelországban, melyet leginkább a tetején épült reneszánsz kastélya tesz ismertté. A szikla az Ojców nemzeti park határán fekszik, Krakkótól 27 kilométernyire északra, Sułoszowa település közelében. A kastély első említése latin szövegekben fordul elő, I. Ulászló lengyel király idejéből, 1315 előttről "castrum Peskenstein" néven.

## Története
A kastélyt III. Kázmér lengyel király építtette és az egyik legjelentősebb képviselője a defenzív lengyel reneszánsz korszaknak. A 14. század első felében emelt várkastély az úgy nevezett Orle Gniazda, azaz Sasfészkek nevű erődítményrendszer egyik tagja, melyek mindegyikét a Kraków-Częstochowa-felföld magaslatain emeltek, mely Krakkó északnyugati részétől egészen Częstochowa városáig húzódik.
A várat 1377-ben I. Lajos magyar király újíttatta fel és a Szczypien családból származó Piotr Szafraniecnek és Łuczyce-i Migaczewskinak adományozta, ahogyan azt Jan Długosz lengyel történetíró leírta 15. századi művében. A család a kizárólagos tulajdonjogot II. Ulászló lengyel királytól kapta meg a Grünwaldi csatában tanúsított bátorságukért és hűséges szolgálataikért cserébe.
A kastélyt 1542–1544 közt újraépítették Niccolò Castiglion és a krakkói Gabriel Słoński közreműködésével. Az építkezés költségeit a református vallású Stanisław Szafraniec állta. Az épületet manierista stílusban újították meg. 1557 és 1578 között a trapéz alaprajzú udvar köré két árkádokkal tagolt emeletes épületszárnyat húztak fel. Az árkádok rizalitjai a 17. századból valók.
A Szafraniec-család utolsó tagja Jędrzej, Stanisław fia volt, aki gyermektelenül halt meg 1608-ban. Halála után Maciej Łubnicki vásárolta meg a várat, ami később a Zebrzydowski-család tulajdonába került. 1640-ben Michał Zebrzydowski megerősíttette a vár bástyáit és egy barokk stílusú kaput és egy kápolnát foglalt bele az épületegyüttesbe. Az évszázadok során a kastély számos alkalommal cserélt gazdát. 1903-ban a Pieskowa Skała Társaság vásárolta meg, melyet ekkoriban Adolf Dygasiński vezetett, majd újabb idő elteltével a lengyel állam aprólékos felújítást hajtott végre az épületeken.

## Gallery of images

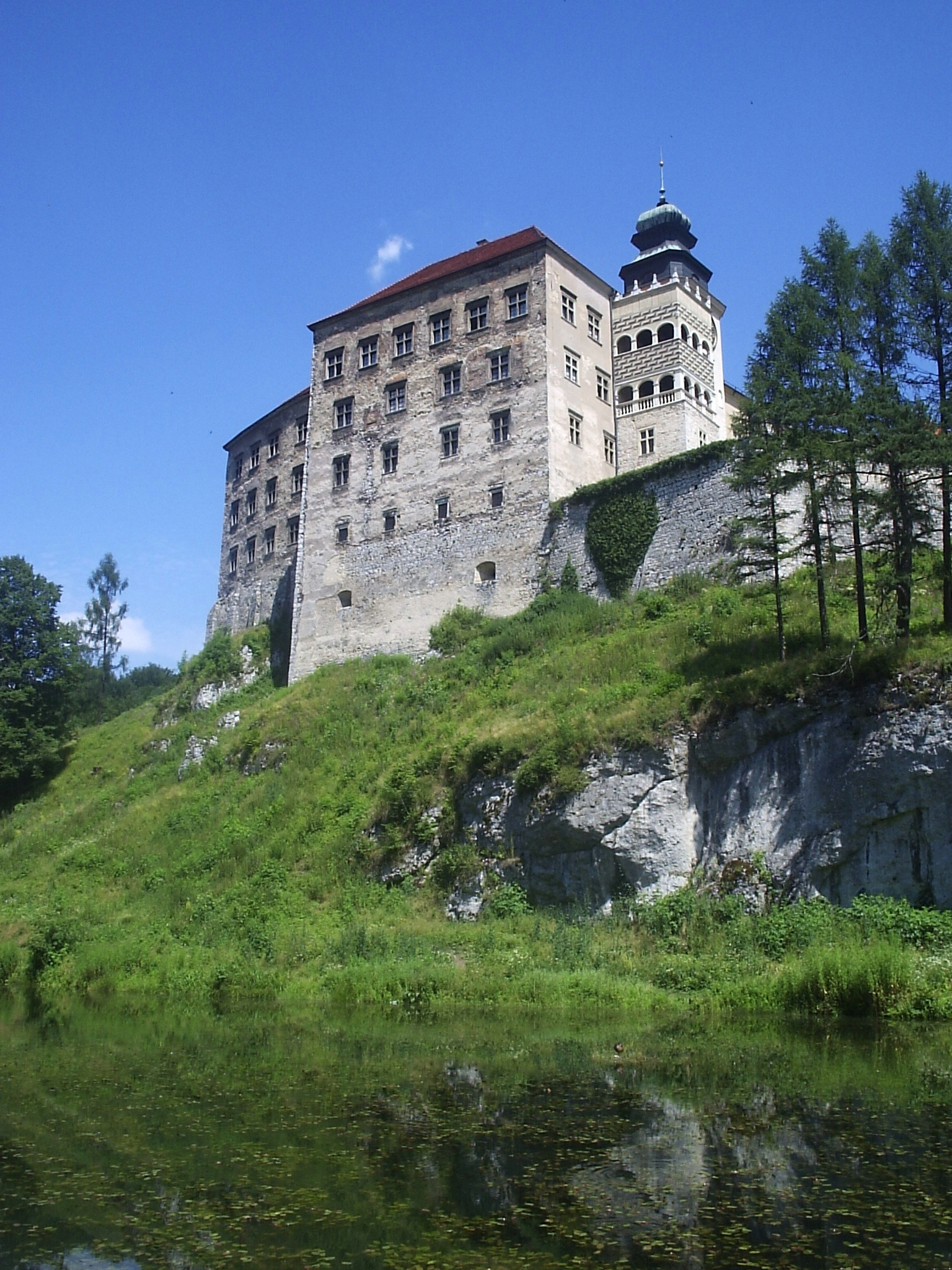
A Pieskowa Skała meredeken tör elő a hegyoldalból
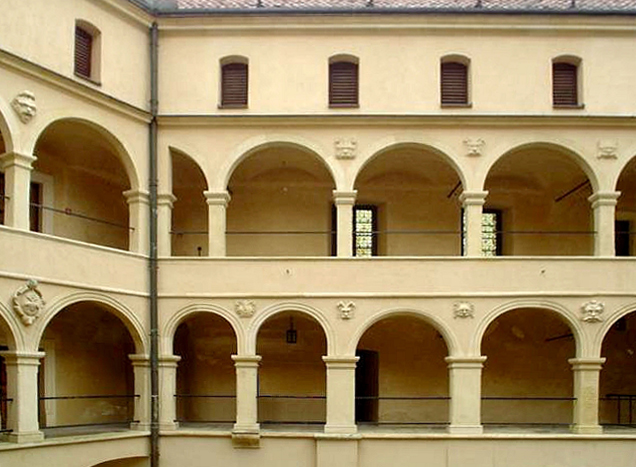
A Pieskowa Skała kastély udvara
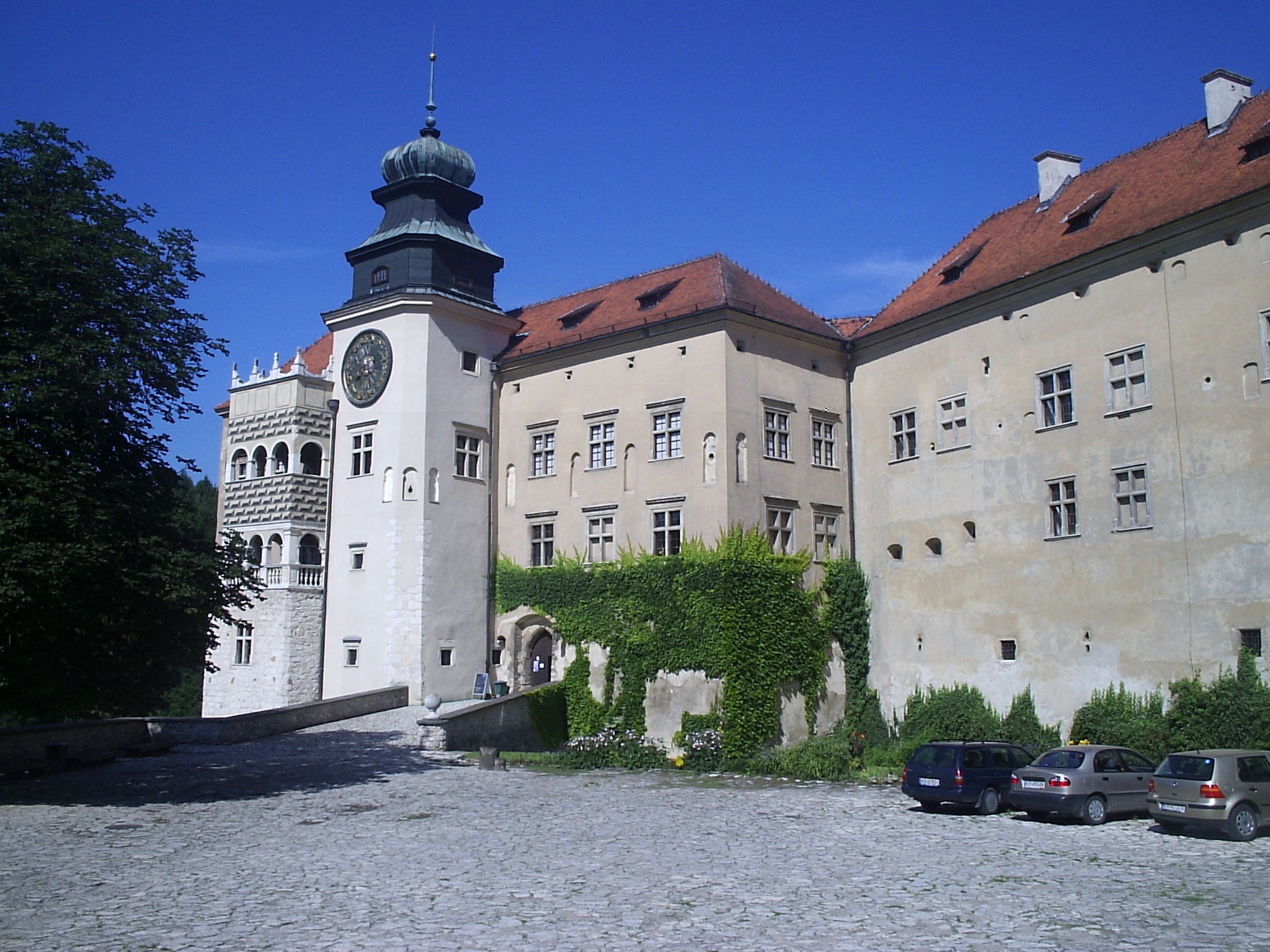
A főbejárat
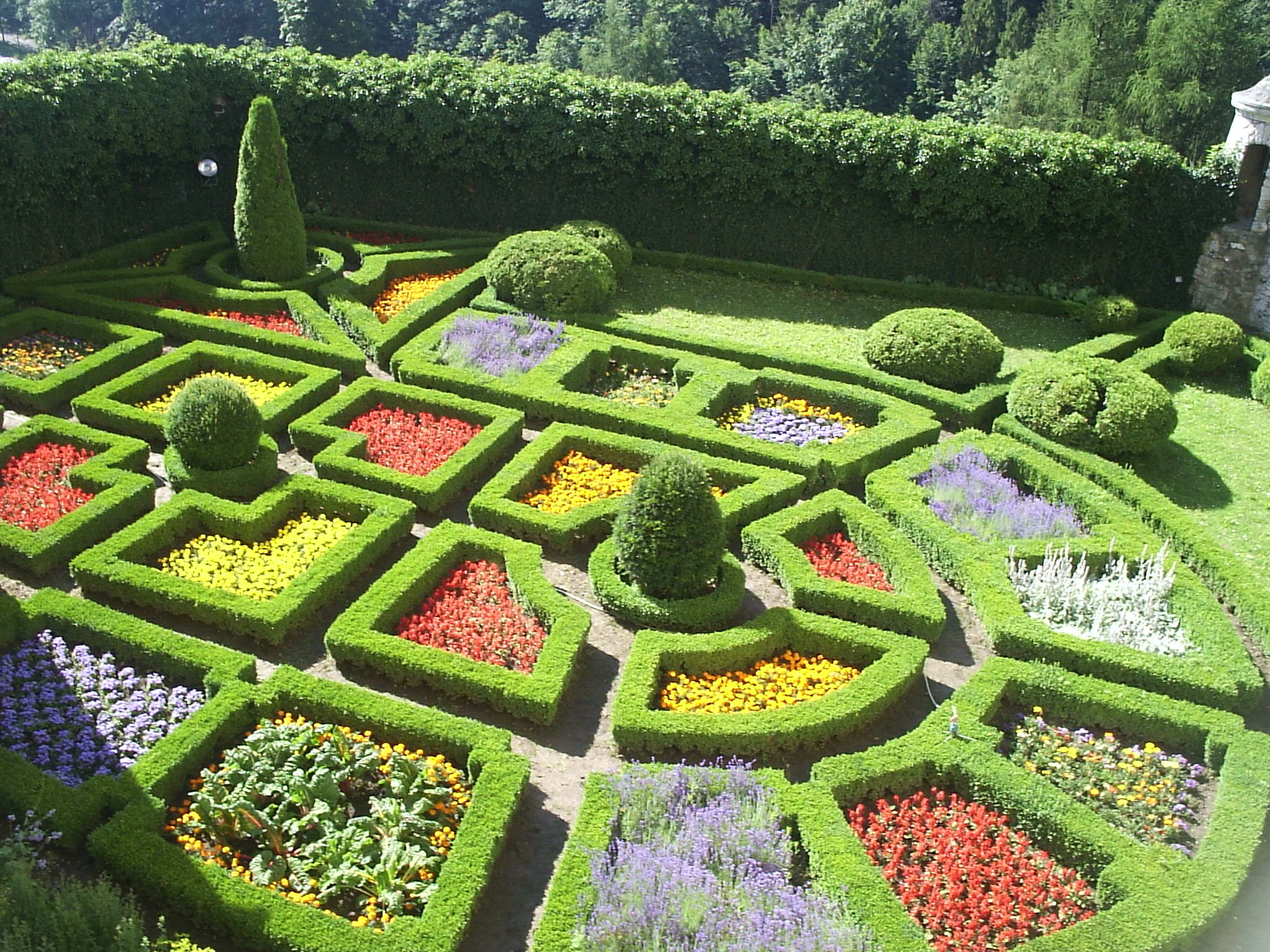
Kastélypark

## Fordítás
Ez a szócikk részben vagy egészben  a   Pieskowa Skała című angol Wikipédia-szócikk ezen változatának fordításán alapul.  Az eredeti cikk szerkesztőit annak laptörténete sorolja fel. Ez a jelzés csupán a megfogalmazás eredetét és a szerzői jogokat jelzi, nem szolgál a cikkben szereplő információk forrásmegjelöléseként.